# Jacques Golliet
Jacques Golliet (14 de dezembro de 1931 - 31 de outubro de 2020) foi um político francês. Ele serviu como senador pela Alta Saboia de 28 de setembro de 1986 a 1 de outubro de 1995.
Jacques Golliet morreu em 31 de outubro de 2020, com a idade de 88 anos.